# 黄泉安
黄泉安（1955年11月2日—），生於馬來西亞吉打州，祖籍福建省泉州市南安縣，马来西亚政治人物，曾为民主行动党全国政治教育局副主任。黄泉安曾在2008年至2018年期间担任槟城州日落洞国会议员。2018年不获党委托上阵，之后跳槽加入民兴党成为该党槟城州主席。
黄泉安从政前就已经在马来西亚网络发表部落格，曾于2001至2002年间协助马来西亚能源、水务及通讯部旗下的通讯及多媒体委员会（MCMC），草拟传播与多媒体工业守则，并到海外进行交流及演讲。黄泉安的部落格点击率颇高，并曾在2005年6月受颁巴黎无边疆记者协会“亚洲自由部落格”荣誉奖。